# Diga di Hosobidani
La diga di Hosobidani (細尾谷ダム?, Hosobidani damu) è una diga a gravità a Hichisō, nella prefettura di Gifu, in Giappone. Fu completata nel 1926.